# Makurdi

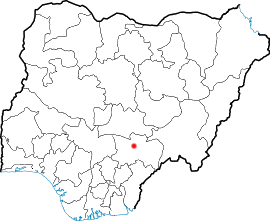
Makurdis läge

Makurdi är en stad längs Benuefloden i sydöstra Nigeria. Den är administrativ huvudort för delstaten Benue och har ungefär 200 000 invånare (2006).
Makurdi är en viktig flodhamn, och ett handelscentrum med en stor boskapsmarknad. Här finns också en teknisk högskola och flera andra högre lärosäten, samt en bas för flygvapnet. Staden grundades av britterna 1927.